# Gare de Colombier-Fontaine
Gare de Colombier-Fontaine vasútállomás Franciaországban, Colombier-Fontaine településen.

## Vasútvonalak
Az állomást az alábbi vasútvonalak érintik:
- Dole–Belfort-vasútvonal

## Kapcsolódó állomások
A vasútállomáshoz az alábbi állomások vannak a legközelebb:
- Gare de Voujeaucourt
- Gare de L'Isle-sur-le-Doubs